# آلته سیبری
آلته سیبری (انگلیسی: Alette Sijbring؛ زادهٔ ۲۰ مارس ۱۹۸۲) بازیکن واترپلو اهل هلند است.
وی در مسابقات کشوری و بین‌المللی در مجموع برندهٔ ۱ مدال طلا شده‌است.